# Jakob Reumann

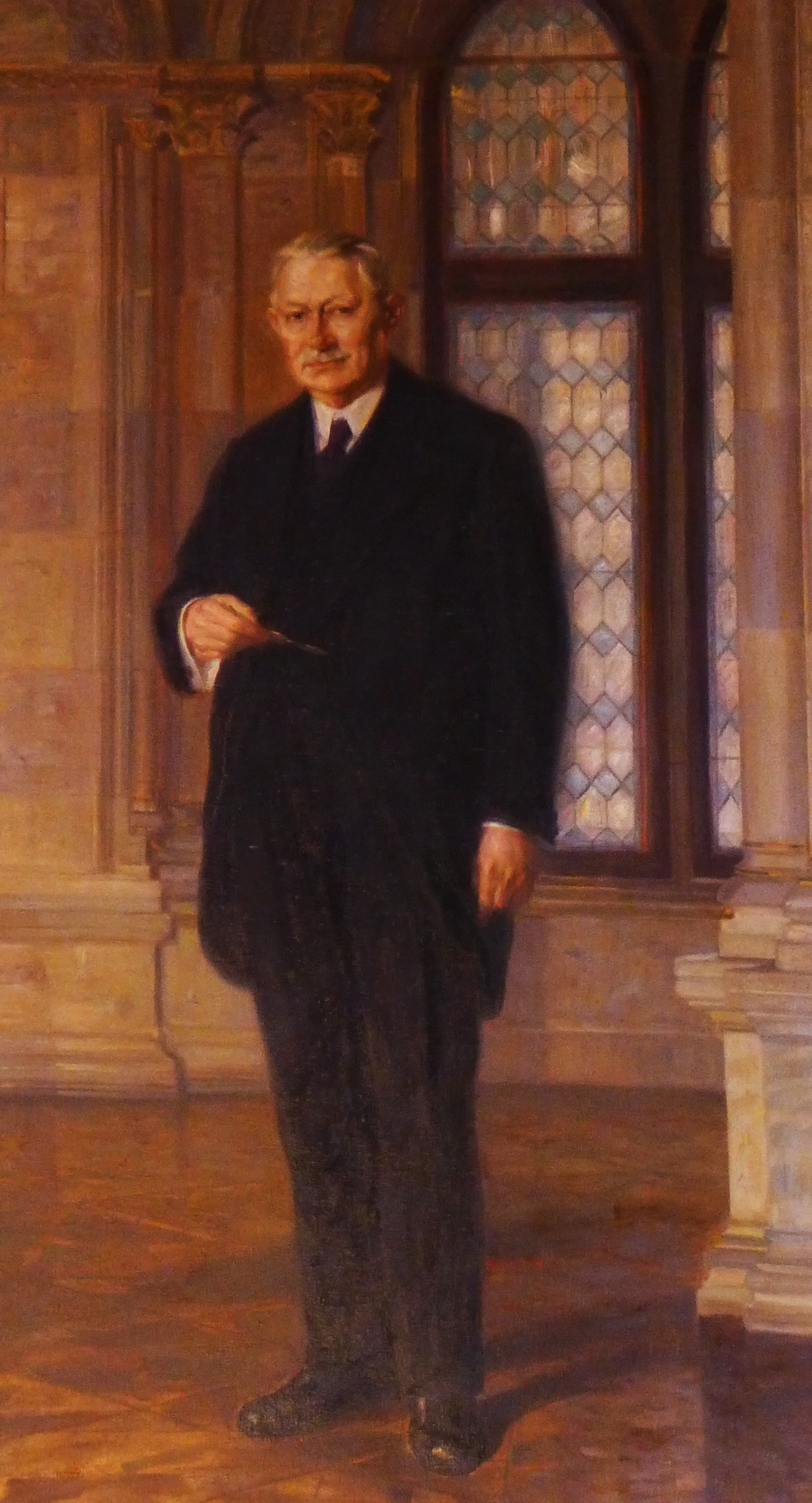
Jakob Reumann (1853–1925), Bürgermeistergalerie des Wiener Rathauses

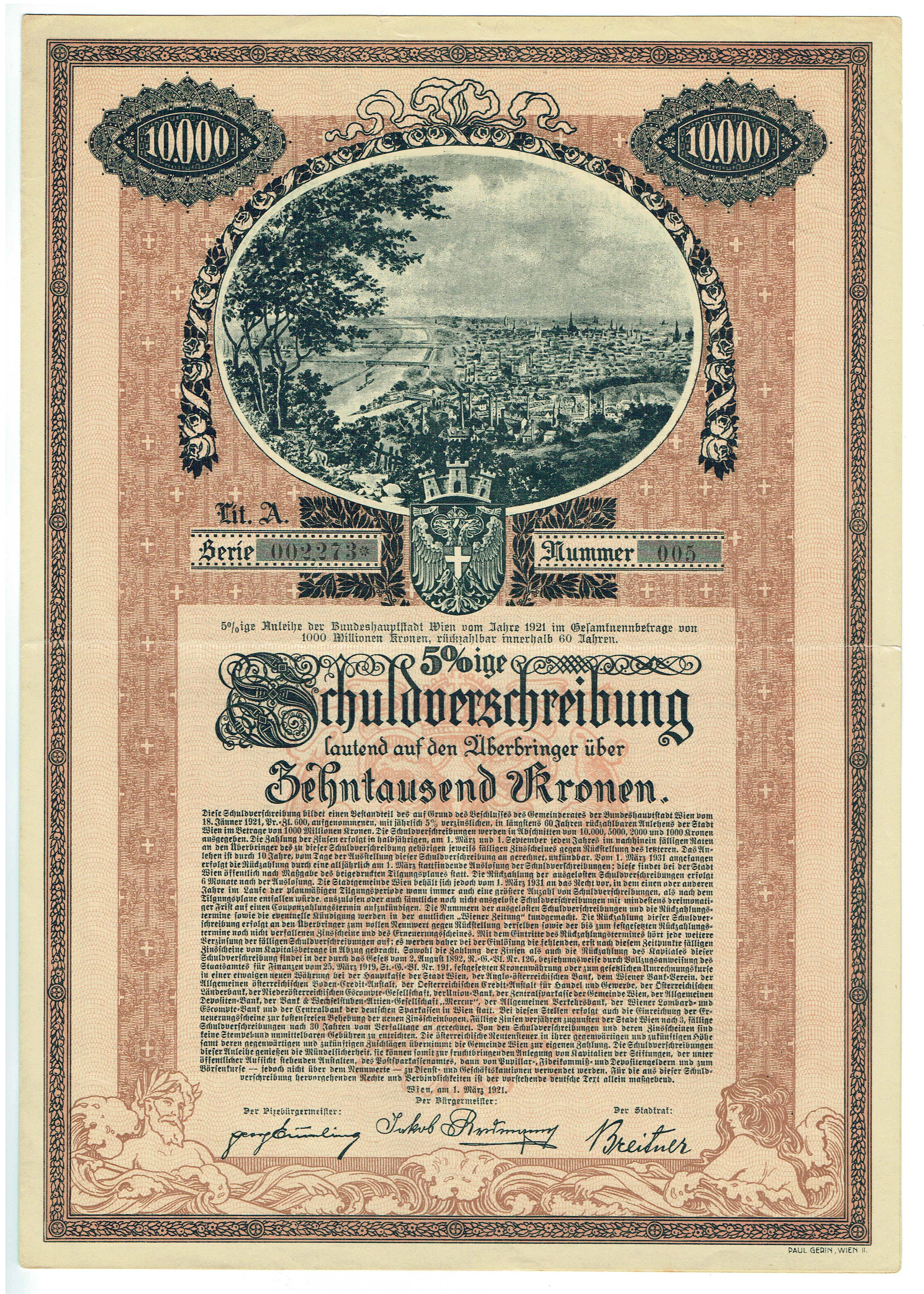
Anleihe der Stadt Wien vom 1. März 1921, signiert von Bürgermeister Jakob Reumann

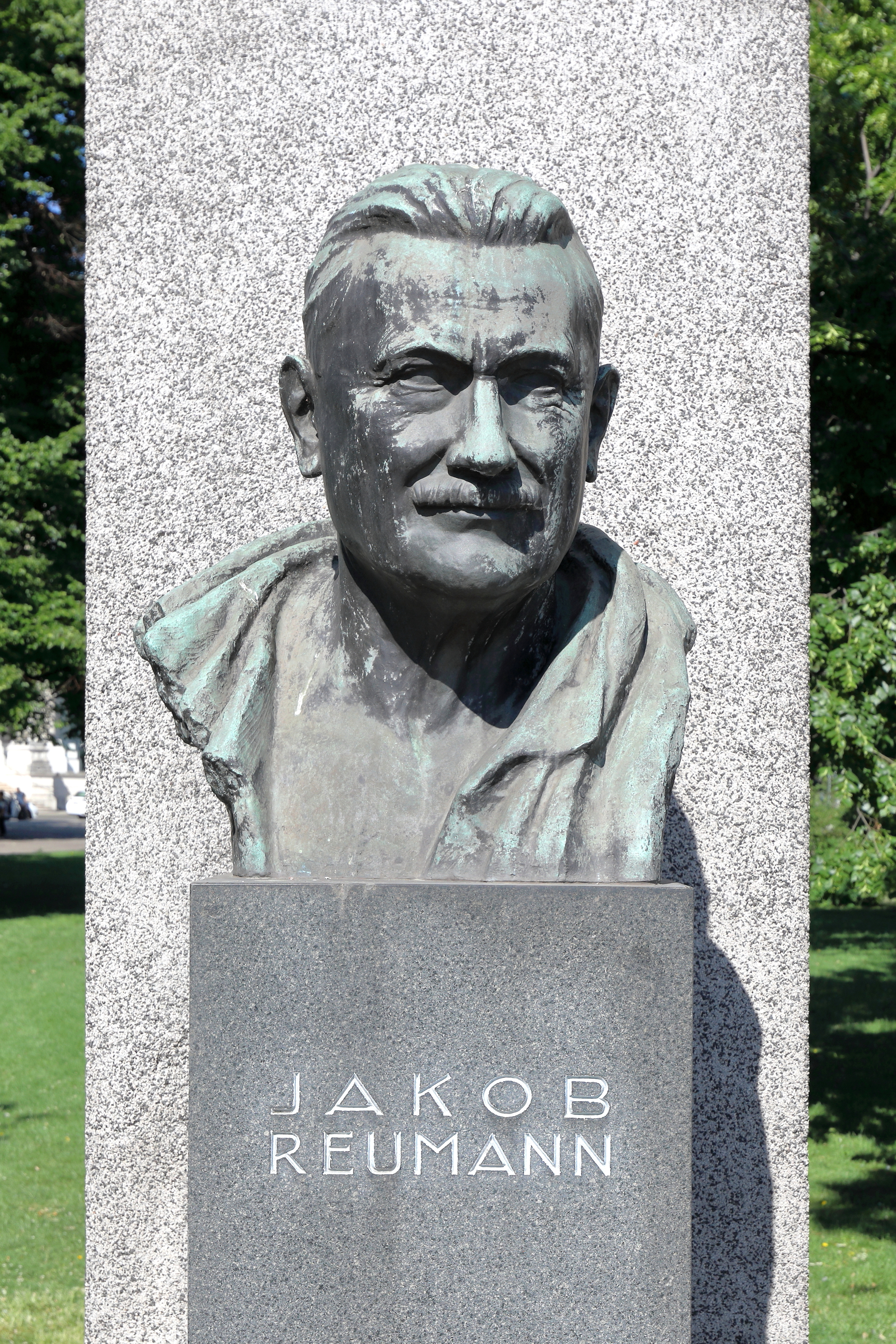
Büste von Jakob Reumann, geschaffen von Franz Seifert als Teil des Republikdenkmals

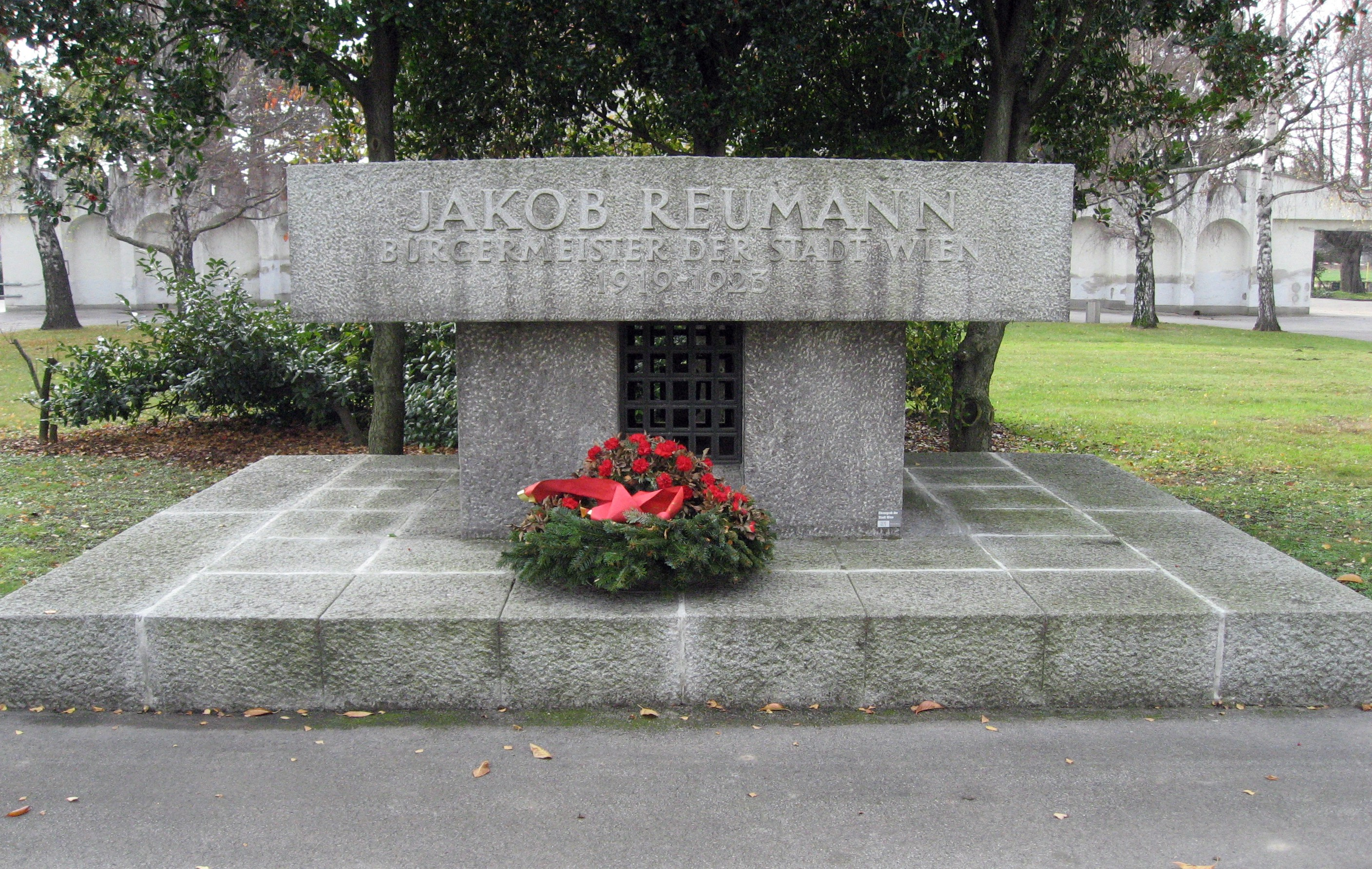
Urnengrab Reumanns

Jakob Reumann (* 31. Dezember 1853 in Wien; † 29. Juli 1925 in Klagenfurt) war ein sozialdemokratischer Politiker, 1919–1923 Bürgermeister von Wien und 1920–1923 erster Landeshauptmann des neuen Bundeslandes Wien.

## Leben
Der uneheliche Sohn eines Arztes und einer Arbeiterin wurde zunächst Bildhauerlehrling, dann Drechsler in einer Meerschaumpfeifenfabrik und gründete hier die erste Gewerkschaft dieser Sparte. Nach Gründung der österreichischen Sozialdemokratischen Arbeiterpartei auf dem Hainfelder Parteitag 1888/89 wurde er erster Sekretär der Partei und Redakteur des neuen Parteiorgans, der vom 12. Juli 1889 an mehr als hundert Jahre erscheinenden Arbeiter-Zeitung.
Am Verbandstag der Arbeiter-Erwerbs und Wirtschaftsgenossenschaft am 3. September 1904 nahm er als Redakteur der Verbandszeitschrift Arbeiter-Genossenschaft teil. Er stellte den Antrag, eine Kommission einzusetzen, die die Gründung der Großeinkaufsgesellschaft der Konsumvereine Österreichs vorbereiten sollte. Dies geschah, und 1905 wurde die GöC gegründet.
Ab 1900 Mitglied des damals christlichsozial dominierten Wiener Gemeinderats, wurde er nach der (nur auf gesamtstaatlicher österreichischer Ebene erfolgten) Einführung des allgemeinen und gleichen Männerwahlrechts ab 1907 Abgeordneter zum österreichischen Reichsrat, ab 1917 auch Stadtrat von Wien.
Nach Ausrufung der Republik Deutschösterreich, als den Sozialdemokraten in der Wiener Stadtverwaltung erstmals politische Mitbestimmung etwa entsprechend ihrer Stärke in der Wählerschaft eingeräumt wurde, übertrug man Reumann 1918 den Vorsitz im provisorischen Gemeinderat von Wien und wählte ihn zunächst zum Vizebürgermeister.
Als gewesener Reichsratsabgeordneter war Reumann wie alle anderen Abgeordneten aus den deutsch besiedelten Teilen Altösterreichs von 22. Oktober 1918 bis 16. Februar 1919 Mitglied der Provisorischen Nationalversammlung für Deutschösterreich. Diese versuchte, das Land an Deutschland anzuschließen, wurde aber von den Siegermächten des Ersten Weltkriegs daran gehindert.
Nach der Gemeinderatswahl in Wien 1919, die am 4. Mai stattfand, wurde Reumann am 21. Mai 1919 erster sozialdemokratischer Bürgermeister von Wien. Im Herbst 1919 unterstützte er den Landeshauptmann von Niederösterreich, den Wiener Sozialdemokraten Albert Sever, dabei, den weiteren Aufenthalt von (vor allem jüdischen) Flüchtlingen aus dem altösterreichischen Kronland Galizien in Deutschösterreich zu erschweren bzw. zu beenden. Das Vorhaben blieb vor allem aus außenpolitischen Gründen unausgeführt.
Mit 1. Juni 1920 übernahm Reumann den Vorsitz im neu geschaffenen Stadtsenat, der seit 10. November 1920 auch als Wiener Landesregierung amtierte. Durch das am 10. November 1920 in Kraft getretene Bundes-Verfassungsgesetz wurde Wien neben seiner Funktion als Stadtgemeinde zum Bundesland erklärt; Reumann war nun auch Landeshauptmann (der Gemeinderat auch Landtag). Er wurde vom Wiener Landtag in den Bundesrat entsandt und wurde dessen erster Vorsitzender (bis 1921).
Mit Niederösterreich-Land, wie das Wien umgebende Bundesland ohne die Stadt Wien vorübergehend bezeichnet wurde, verhandelte er das so genannte Trennungsgesetz, in dem es hauptsächlich um die Aufteilung von Gebäuden und Liegenschaften auf die beiden neuen Länder ging. Es trat am 1. Jänner 1922 in Kraft, womit Wien von Niederösterreich auch wirtschaftlich unabhängig wurde.
Reumann war als Bürgermeister wesentlich verantwortlich für die sozialreformerische Gemeindepolitik der mit deutlicher absoluter Mehrheit regierenden Wiener Sozialdemokraten. Die Reformen im „Roten Wien“ betrafen vor allem den städtischen Wohnbau und den Mieterschutz, das Gesundheits- und Fürsorgesystem sowie das Bildungs- und Freizeitangebot. Unter seiner Amtsführung wurde 1923 das erste große Wohnbauprogramm beschlossen, das den Bau von 25.000 Gemeindewohnungen innerhalb von fünf Jahren vorsah.
Mehrfach geriet der Sozialdemokrat Reumann in Konflikt mit den bürgerlichen Bundesregierungen jener Zeit. So insbesondere bei der Uraufführung des skandalträchtigen Dramas Reigen von Arthur Schnitzler im Deutschen Volkstheater in Wien am 1. Februar 1921. Der christlichsoziale Innenminister Egon Glanz „ersuchte“ Reumann, die bereits erteilte Aufführungsbewilligung nochmals zu überprüfen, und als Reumann an seinem Entschluss festhielt, wurde er von der Bundesregierung beim Verfassungsgerichtshof unter Anklage gestellt, jedoch freigesprochen, weil das „Ersuchen“ keine rechtlich verbindliche Weisung dargestellt hatte.
Das zweite Verfahren vor dem Verfassungsgerichtshof gegen Reumann fand ein Jahr später statt, als er entgegen einer Weisung des Ministers Richard Schmitz die Errichtung eines Krematoriums in Wien, der Feuerhalle Simmering, genehmigt hatte. Erneut erfolgte ein Freispruch: Zwar war die an Reumann ergangene Weisung diesmal korrekt gewesen, doch sei der Landeshauptmann einem „entschuldbaren Rechtsirrtum“ unterlegen, da er aufgrund der reichlich komplizierten Rechtslage davon ausgegangen war, dass es sich beim Bestattungswesen um eine autonome Landesangelegenheit handle, in der der Bundesminister keine Weisungen erteilen dürfe.
Am 13. November 1923 trat Reumann als Wiener Bürgermeister zurück und wurde zum Ehrenbürger der Stadt ernannt. Im Bundesrat, dem er seit 1920 angehörte, wurde er 1924 erneut Vorsitzender und hatte dieses Amt bis zu seinem Tod inne.
Reumann starb 1925 in Klagenfurt. Seine Urne wurde in einem ehrenhalber gewidmeten Grab auf dem Vorplatz der im Dezember 1922 von ihm eröffneten Feuerhalle Simmering beigesetzt. Wenige Wochen nach seinem Tod wurde der Bürgerplatz im Wiener Arbeiterbezirk Favoriten (10. Bezirk, Reumanns engere Heimat) in Reumannplatz umbenannt. Auch der 1926 fertiggestellte Gemeindebau Reumannhof am Margaretengürtel (5. Bezirk) wurde nach ihm benannt.